# Themis (Rechtswissenschaft)
Das Themis Programm ist eine internationale Exzellenz-Initiative führender Universitäten in den Bereichen des Wirtschaftsrechts und internationalen Rechts. Nach
Abschluss des einjährigen Programms, welches aus einem Auslandssemester, einem juristischen Praktikum, und einem Fachseminar besteht, wird den Teilnehmern ein Universitäts-Zertifikat in Internationalem Recht und Wirtschaftsrecht ("Joint Certificate in International and Business Law") verliehen. Das Programm wurde im Jahr 2006 gegründet und repräsentiert eine Studienleistung von 24 bis 30 ECTS innerhalb eines regulären Studiums der Rechtswissenschaften.

## Teilnehmende Universitäten
Die folgenden Universitäten nehmen aktiv am Themis Programm teil und erlauben ausgewählten Studenten die Teilnahme:
- City University of Hong Kong, China
- ESADE Law School, Spanien

- Freie Universität Berlin, Deutschland
- Maastricht University, Niederlande
- National Taiwan University, Taiwan
- Nova School of Law, Portugal
- Singapore Management University, Singapur
- Università Bocconi, Italien
- Universität St. Gallen, Schweiz
- Université Paris-Est Créteil Val de Marne, Frankreich
- Victoria University Wellington, Neuseeland
- Wirtschaftsuniversität Wien (Vienna University of Economics and Business), Österreich

## Auswahl und Teilnahme
Teilnehmer werden einmal jährlich von den Institutionen vorgeschlagen. Ausgewählte Studenten befinden sich regelmäßig in den höheren Fachsemestern eines Jurastudiums, oder folgen einem fortgeschrittenen Studium an einer ausländischen Universität. Auswahl und Teilnahme erfordern regelmäßig hervorragende Studienleistungen in den Rechtswissenschaften, und teilnehmende Universitäten beschränken ihre Auswahl auf weniger als zehn Kandidaten im Jahr. Der theoretische Teil des Studiums findet an einer der Partneruniversitäten statt, während die praktische Ausbildung in teilnehmenden internationalen Kanzleien, Rechtsabteilungen multinationaler Konzerne oder internationalen Organisationen stattfindet.

## Anerkennung und Alumni-Netzwerk
Das Universitäts-Zertifikat stellt keine eigenständige Qualifizierung dar, sondern wird als Teil der qualifizierenden juristischen Abschlüsse der Teilnehmer verliehen. Absolventen steht nach Abschluss das Alumni-Netzwerk des Themis Programms sowie der teilnehmenden Universitäten zur Verfügung.